# Хомутиніна
Хомути́ніна (рос. Хомутинина) — присілок у складі Талицького міського округу Свердловської області.
Населення — 26 осіб (2010, 43 у 2002).
Національний склад станом на 2002 рік: росіяни — 98 %.